# Rainsford Island
Rainsford Island ist eine Insel im Boston Harbor. Sie liegt 6,33 mi (10,2 km) vom Bostoner Stadtzentrum entfernt auf dem Gebiet des Bundesstaats Massachusetts der Vereinigten Staaten und verfügt über eine Fläche von ca. 21,6 Acres (8,7 ha). Sie wird von der Stadt Boston verwaltet und ist Teil der Boston Harbor Islands National Recreation Area.

## Geographie

### Geologie
Die Insel besteht aus zwei Drumlins, die bis auf eine Höhe von 49 ft (14,9 m) aufragen. Die Küstenbereiche der Insel sind an der Nordseite starker Erosion ausgesetzt, während sie an der Nordost- und Ostseite von einer verfallenen Uferbefestigung noch teilweise geschützt werden. Die Küstenlinie ist felsig und weist eine kleine Sandbucht im Süden auf.

### Flora und Fauna
Auf der Insel wachsen Rispengräser, Harthölzer und Rhus. Die Tierwelt der Insel ist noch Gegenstand wissenschaftlicher Untersuchungen.

## Geschichte
Bereits die Indianer nutzten die Insel für verschiedene Zwecke. Zur Kolonialzeit betrieben die Siedler auf ihr Landwirtschaft und nutzten sie ebenfalls als Viehweide. Die institutionelle Nutzung begann im Jahr 1737 und dauerte – mit wenigen Unterbrechungen – für nahezu zweihundert Jahre bis 1929 an. Während dieses Zeitraums diente die Insel zu unterschiedlichen Zeiten als Quarantänestation, Armenhaus, als Krankenhaus für Veteranen oder auch als Reformschule für Jungen. Heute befinden sich noch die Überreste eines Resorts aus dem 19. Jahrhundert auf der Insel.

## Sehenswürdigkeiten
Auf der Insel stehen noch einige Überreste der ehemaligen Gebäude. Ebenfalls zu sehen sind die Reste eines Piers sowie einer teilweise verfallenen Uferbefestigung aus Granit.